# Andrés Escobar
Andrés Escobar Saldarriaga (ur. 13 marca 1967 w Medellín, zm. 2 lipca 1994 tamże) – kolumbijski piłkarz, obrońca reprezentacji Kolumbii.
Był zawodnikiem kolumbijskiego klubu Atlético Nacional, z którym w 1989 wywalczył Copa Libertadores.
Uczestniczył w Mistrzostwach Świata 1990 we Włoszech oraz Mistrzostwach Świata 1994 w USA, podczas meczu z gospodarzami turnieju strzelając gola samobójczego.

## Śmierć Escobara
Po powrocie z mundialu, 2 lipca 1994 roku Andrés Escobar wybrał się z przyjaciółmi do klubu w kolumbijskim mieście Medellín. Po opuszczeniu lokalu został otoczony przez grupę mężczyzn. Jeden z nich wyjął pistolet i wystrzelił w stronę kolumbijskiego obrońcy 6 kul. Ranny Escobar zmarł po przewiezieniu do szpitala.
Motywem zbrodni był odwet za strzelonego gola samobójczego, który ostatecznie zminimalizował szanse reprezentacji na awans do fazy pucharowej Mistrzostw Świata w USA, choć również niektórzy doszukują się innych kwestii – także zemsty za stracone pieniądze u bukmacherów.
W pogrzebie Escobara uczestniczyło ponad 100 tysięcy osób.
Zabójca Escobara, Humberto Muñoz Castro, został skazany w 1995 roku na karę 43 lat pozbawienia wolności, wyszedł po 11 latach za dobre sprawowanie.